# 마쓰모토 겐타
마쓰모토 겐타(일본어: 松本 健太, 1997년 5월 4일~)는 일본의 축구 선수이다.

## 구단 경력
그는 2020년 J1리그의 가시와 레이솔에 입단했다. 7월 J2리그의 오미야 아르디자로 임대 이적했다. 2021년 가시와 레이솔로 복귀했다.